# التعرض للحوادث
التعرض للحوادث (بالإنجليزية: Accident-proneness)‏، أو في بعض الأحيان الخراقة. هو فكرة أن بعض الناس لديهم استعداد أكبر من غيرهم للإصابة بالحوادث، مثل حوادث المرور والإصابات المهنية. قد يُستخدم سببًا لرفض أي تأمين على هؤلاء الأفراد.